# Alexander Pechtold
Alexander Pechtold, né le 16 décembre 1965 à Delft, est un homme politique néerlandais membre du parti Démocrates 66 (D66), qu'il dirige du 24 juin 2006 au 9 octobre 2018.
Bourgmestre de Wageningue de 2003 à 2005, représentant et chef de fraction à la Seconde Chambre des États généraux de 2006 à 2018, il est ministre des Réformes administratives et des Relations au sein du Royaume entre mars 2005 et juin 2006.

## Éléments personnels

### Formation et carrière
Il termine ses études secondaires à Rotterdam en 1985, et entreprend alors des études supérieures de droit à l'université royale de Leyde. Il les abandonne au bout d'un an et s'oriente alors vers un cursus d'histoire de l'art et archéologie au sein de la même université, où il obtient un doctorat en 1996. Un an plus tôt, il avait accompli une formation de commissaire-priseur.
Il exerce cet emploi de 1992 à 1997 au sein de la firme Van Stockum's Veilingen de La Haye, dont il devient le directeur adjoint.

### Vie privée
Sans confession religieuse, il épouse Froukje Idema à Leyde, en 1997. Le couple a un fils et une fille. Pechtold est divorcé et vit actuellement à Wageningue.

## Parcours politique
Il est membre du parti des Démocrates 66 (D66) depuis 1989.

### Élu local
En 1994, il est élu au conseil municipal de Leyde, où il siège jusqu'en 2003. Il est nommé adjoint au bourgmestre chargé des Sports, de la Culture et de l'Environnement en 1997, voyant ses compétences élargies à l'Urbanisme un an plus tard. Il change de portefeuille en 2002, obtenant l'Éducation, les Transports et la Circulation.
Sa démission de l'assemblée de Leyde est causée par sa nomination au poste de bourgmestre de Wageningue, le 1er octobre 2003, qu'il conserve jusqu'au 31 mars 2005.

### Débuts nationaux (2002-2005)
Élu président des D66 le 16 novembre 2002, Alexander Pechtold devient ministre des Réformes administratives et des Relations au sein du Royaume, poste sans portefeuille au sein du ministère de l'Intérieur, le 31 mars 2005, renonçant du même coup à la présidence du parti, six jours après la démission de Thom de Graaf, désavoué par la Première Chambre des États généraux sur son projet d'élection des bourgmestres au suffrage universel direct. Pour éviter cette même déconvenue, il décide de convoquer une convention nationale, chargée de proposer des réformes politiques pour rapprocher le peuple et ses institutions, et un forum citoyen sur le système électoral.

### Chef politique des D66 (2006-2018)

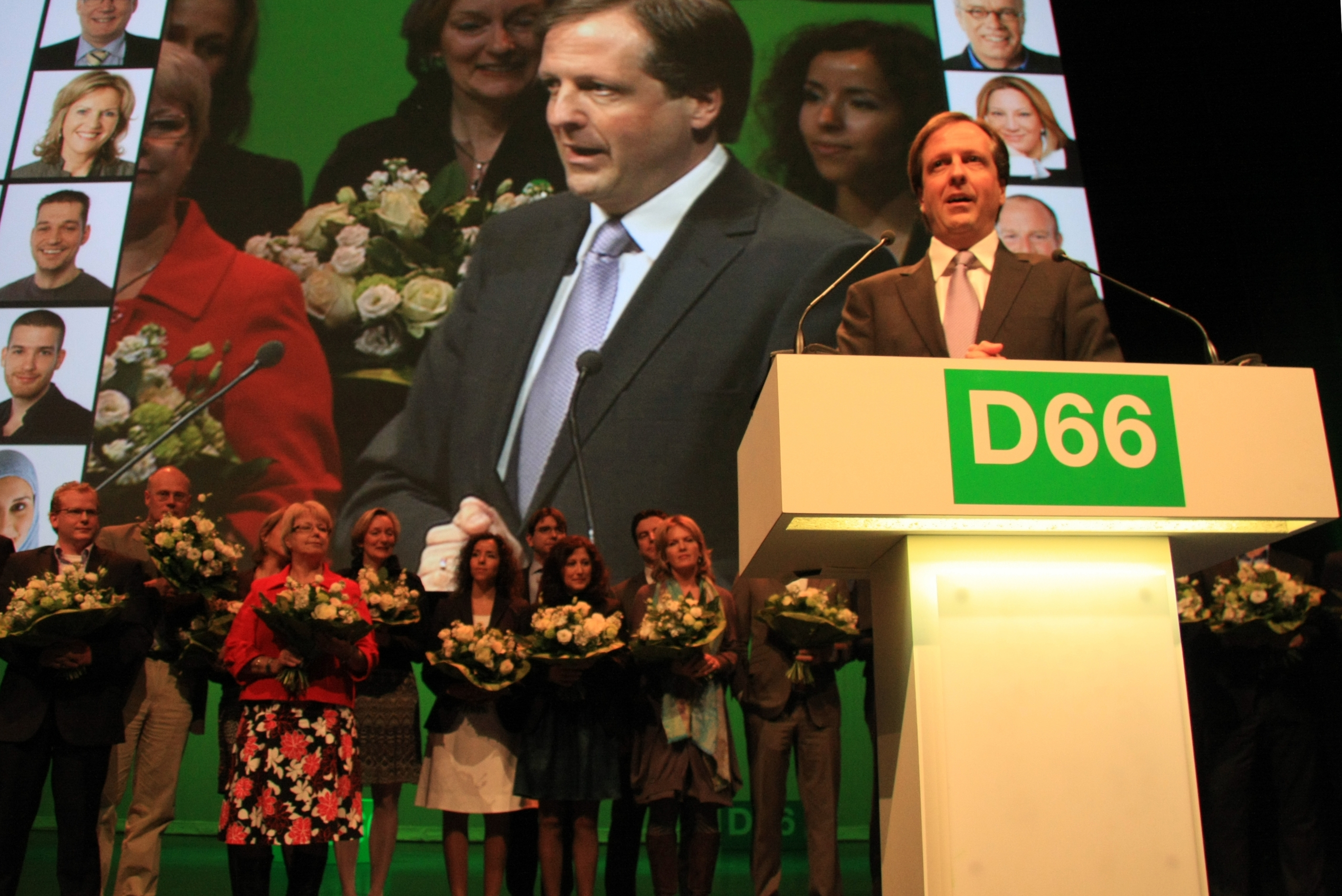
Alexander Pechtold en campagne pour les législatives de 2010.

Le 24 juin 2006, il est désigné, par référendum interne, tête de liste pour les prochaines élections législatives et chef politique des Démocrates 66. Le groupe parlementaire ayant décidé, cinq jours plus tard, de voter la motion de défiance contre la ministre de l'Immigration et de l'Intégration, Rita Verdonk, il décide de retirer son parti de la coalition au pouvoir depuis le 27 mai 2003, ce qui conduit à la convocation d'élections législatives anticipées le 22 novembre 2006.
Au cours de ce scrutin, les D66 obtiennent leur pire score depuis leur fondation, en 1966, avec à peine 2 % des voix et 3 mandats de représentants sur 150 à la Seconde Chambre, conséquence de leur retrait du gouvernement. Il en conserve toutefois la direction, et devient président du groupe parlementaire.
À nouveau chef de file de la formation pour les élections législatives anticipées du 9 juin 2010, il parvient à tripler son nombre de sièges en décrochant dix élus et 6,9 % des suffrages. Ce bon score des D66 est alors attribué à la qualité de sa direction au cours de la législature écoulée. Son parti, un temps pressenti dans une coalition à quatre avec le VVD, le CDA et le PVV, reste finalement dans l'opposition.
Aux élections de 2012, les D66 finissent sixièmes du scrutin avec 12 sièges. Aux élections européennes deux ans plus tard, le parti finit premier, grâce à une bonne campagne et au rejet des deux partis au pouvoir, le VVD et le PvdA. Pechtold s'insurge en outre régulièrement contre le budget de la monarchie couvert par l'État, et la place politique prise aux Pays-Bas par le terrorisme islamiste.
De nouveau tête de liste en vue des élections législatives néerlandaises de 2017, il annonce en 2016 que si le parti n'arrivait pas après le scrutin à entrer au cabinet, il quitterait la direction de ce dernier. Arrivé en quatrième position avec 19 sièges soit autant que ce que le CDA obtient, il est convié est à la table des négociations pour une future coalition avec ce dernier, le VVD et GroenLinks, qui prend forme en octobre 2017 avec la formation du Cabinet Rutte III. 
Le 6 octobre 2018, il quitte son poste de leader du parti D66, estimant qu'il était temps pour un « nouveau leadership » après 12 ans passés à cette position. Il est remplacé par Rob Jetten le 9 octobre.